# Cavenham Foods
Cavenham Foods var ett internationellt verksamt brittiskt livsmedelsföretag. Cavenham Foods grundades 1965 av James Goldsmith och växte de kommande åren genom uppköp och snabb expansion till USA, Frankrike, Västtyskland och Spanien. Cavenham Foods var ägare till AB Felix 1972-1980.